# Surat-Helmfledermaus

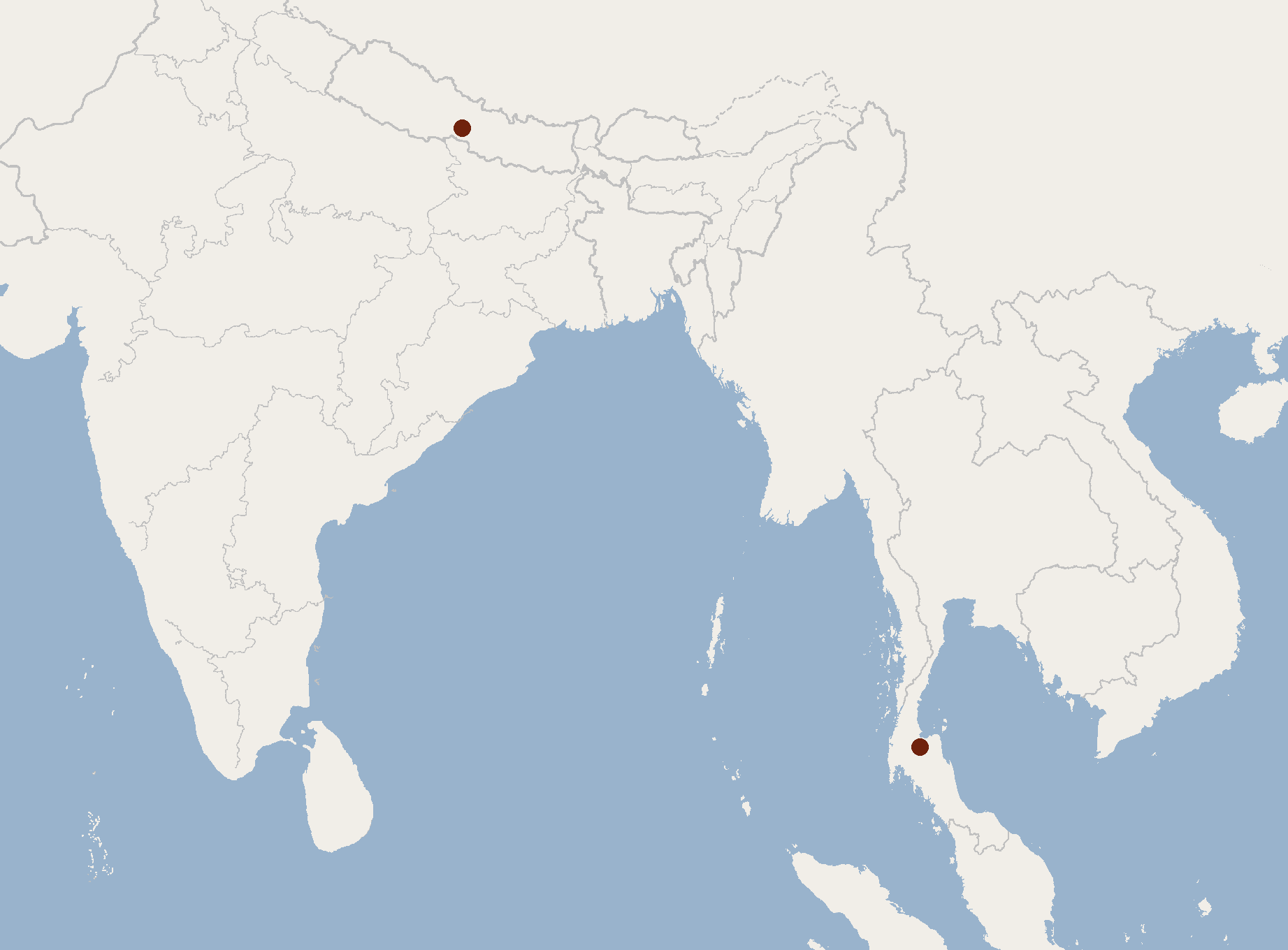
Fundorte der Surat-Helmfledermaus, noch ohne den Fund aus Laos

Die Surat-Helmfledermaus (Cassistrellus dimissus) ist ein Fledertier in der Familie der Glattnasen, das in Asien verbreitet ist. Die Art zählte ursprünglich zur Gattung Breitflügelfledermäuse. Eine genetische Studie von 2017 stellte fest, dass die Art nicht mit den anderen Gattungsvertretern verwandt ist und führte daraufhin die neue Gattung Cassistrellus ein. Zusätzlich wurde mit der Yok-Don-Helmfledermaus (Cassistrellus yokdonensis) eine weitere Art der Gattung beschrieben.

## Merkmale
Erwachsene Exemplare sind ohne Schwanz 59 bis 63 mm lang, die Schwanzlänge beträgt etwa 40 mm und das Gewicht eines Individuums wurde mit 15 g ermittelt. Die Art hat 39 bis 42 mm lange Unterarme, Hinterfüße von etwa 10 mm Länge und leicht über 15 mm lange Ohren. Auf der Oberseite ist kurzes kastanienbraunes Fell vorhanden, wobei die Haare an den Wurzeln etwas heller sind. Unterseits kommt hellbraunes Fell vor, das an der Basis des Schwanzes ein Dreieck auf der Schwanzflughaut bildet. Typisch für den Kopf sind etwa dreieckige Ohren mit leicht behaarter Vorderseite und nackter Hinterseite. Zusätzlich sind ein kurzer Tragus und eine breite Schnauze vorhanden. Die Surat-Helmfledermaus hat dunkelbraune Flughäute und einen Fersensporn (Calcar), der etwa die Hälfte des Abstandes zum Schwanz erreicht. Namensgebend sind ein Scheitelkamm und ein querliegender Kamm auf dem Schädel, die zusammen einem Helm ähneln. Der obere dritte Schneidezahn pro Seite ist etwas kürzer als der Zweite.

## Verbreitung
Die verstreuten Funde stammen aus der Provinz Surat Thani im Süden Thailands, aus dem südlichen Nepal und aus dem Norden von Laos. Die Art lebt im Hügel- und Bergland zwischen 190 und 1160 Meter Höhe. Sie wurde mit zur Untersuchung aufgestellten Japannetzen über Wasserläufen in der Nähe von laubabwerfenden Wäldern gefangen. Das Exemplar aus Laos lebte in einem Wald der hauptsächlich aus Salbäumen (Shorea robusta) besteht.

## Lebensweise
Vermutlich ruht diese Fledermaus in Baumhöhlen, obwohl sich in der Nähe mancher Fundstellen Kalksteinfelsen mit Höhlen befanden. Aufgrund des Körperbaus und der weniger robusten Zähne wird angenommen, dass die Art schnell fliegt und Insekten ohne harte Schale jagt.

## Gefährdung
Die IUCN listet die Surat-Helmfledermaus mit unzureichende Datenlage (data deficient), da keine Angaben zur Populationsgröße und zu möglichen Bedrohungen vorliegen.